# Zvonik
 Ovo je glavno značenje pojma Zvonik. Za druga značenja pogledajte Zvonik (razdvojba).
Zvonik je samostalna građevina i često sastavni dio crkve ili kapele. Uglavnom je u obliku tornja u kojem se nalazi jedno ili nekoliko zvona.
Najviši zvonik na svijetu s 161,5 m ima Ulmer Münster. 

## Galerija
- Zvonik u Sveučilištu Twente
- Zvonik
- Zvonik u Lilleu
- Katedrala s dva zvonika
- Kosi toranj u Pisi
- Mostar
- Katedrala u Teruel (Španjolska)